# 林德官

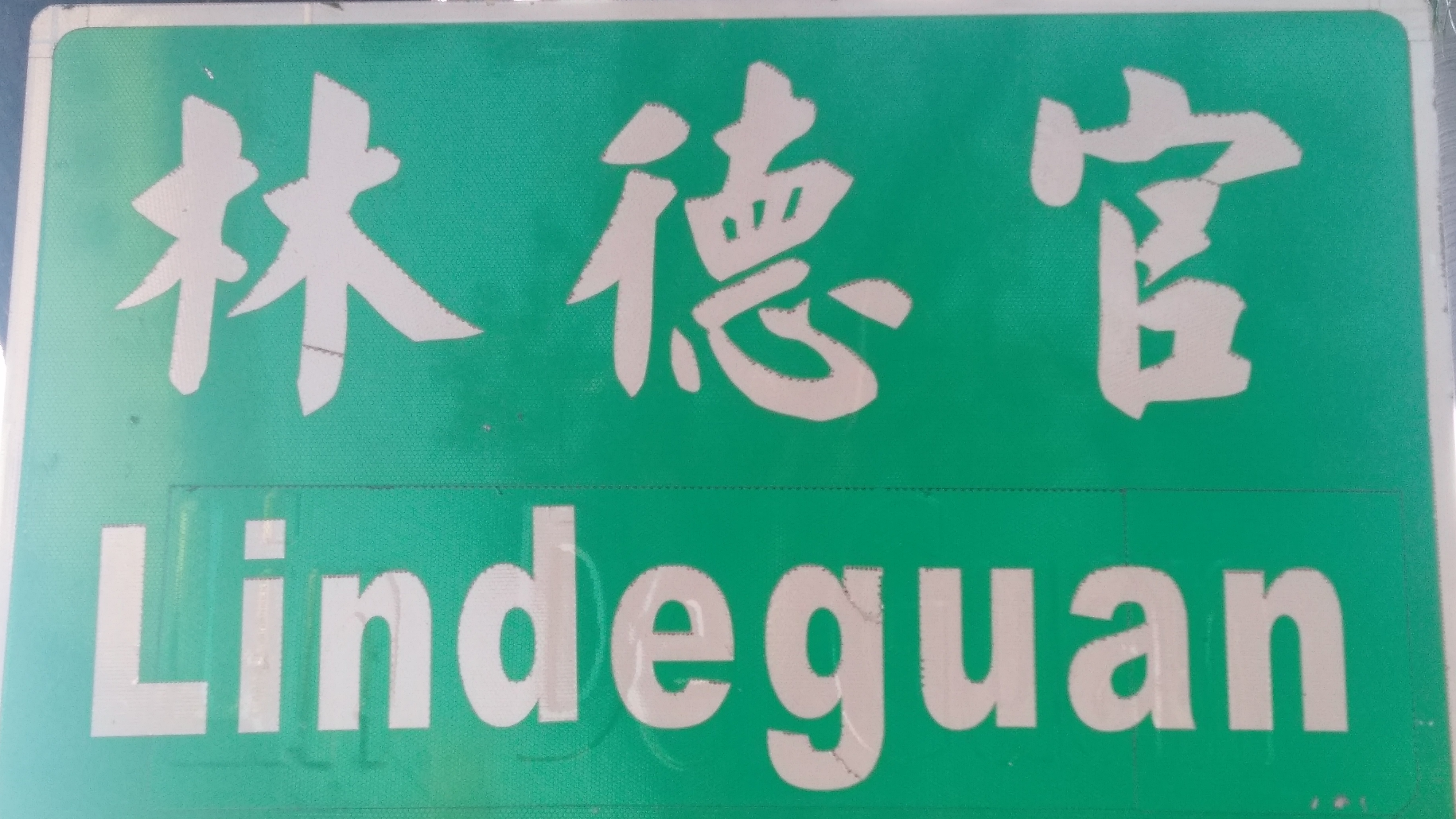
位於三多二路上的林德官地名告示牌

林德官是台灣高雄市苓雅區的一個地區；在地政上為地籍區劃，稱林德官段。

## 地名與行政區劃沿革
林德官在1894年寫成的《鳳山縣采訪冊》中以林竹竿記載；在1892年的《淡新鳳三縣簡明總括圖冊》中則記載為林德觀。地名起源有一說稱此地早年為「林姓」開墾地；也有一說稱源自這裡的「竹林」。
日治初期行政區劃多次更動，連同今日的高雄地區，林德官原來屬於臺南縣，1897年後屬鳳山縣，1898年再恢復為臺南縣。
1901年，劃為鳳山廳打狗支廳大竹里林德官。1909年到1920年間，為臺南廳打狗支廳大竹里林德官庄。1920年後才以「林德官」為名設為一大字。
在行政區劃之外，1935年後州轄市另有一套「區」的設置，此時林德官與過田子、大港埔被劃為高雄市「過田子區」的業務範圍。
戰後林德官劃入高雄市苓雅區，之後林德官不再是行政區域，但仍是地政上的地段。

## 歷史

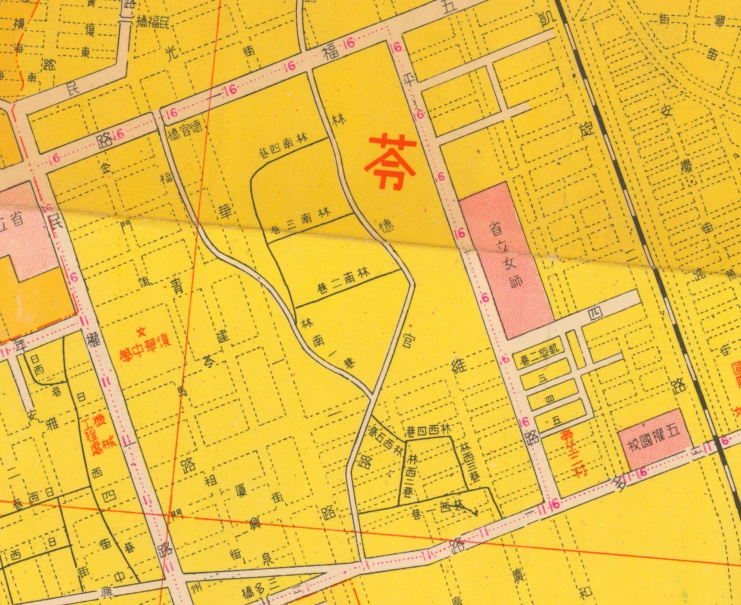
1957年高雄市地圖中的林德官一帶。

林德官是組成苓雅區的四個舊部落之一，其內早期還分水西庄(現今林中里、林西里一帶)、社頭（靠近三多路，林興里、林華里一帶）、社尾（四維路及其以北一帶）、頭前洋、墓頂（現今民權路一帶）等區域。
台南刑務所高雄支所在1933年8月設立於林德官169番地。1937年時，林德官有人口近千人。
原有以林德官為名的「林德官路」，後因市區重劃而消失。

## 地理位置

苓雅區四個部落的分界。

今日林德官的範圍，在西面與過田子以民權路為界，東面則與五塊厝以凱旋路（及臨港線鐵路）分隔；西北面與新興區（大港埔）及三民區的大港相鄰；南面則是前鎮區的戲獅甲與籬仔內。
其中含20個里，包括林安里、林圍里、林富里、普天里、尚義里、中正里、林南里、林泉里、林中里、林西里、林興里、光華里、林華里、安祥里、凱旋里、同慶里、林德里、林貴里、林榮里與英明里。

## 設施

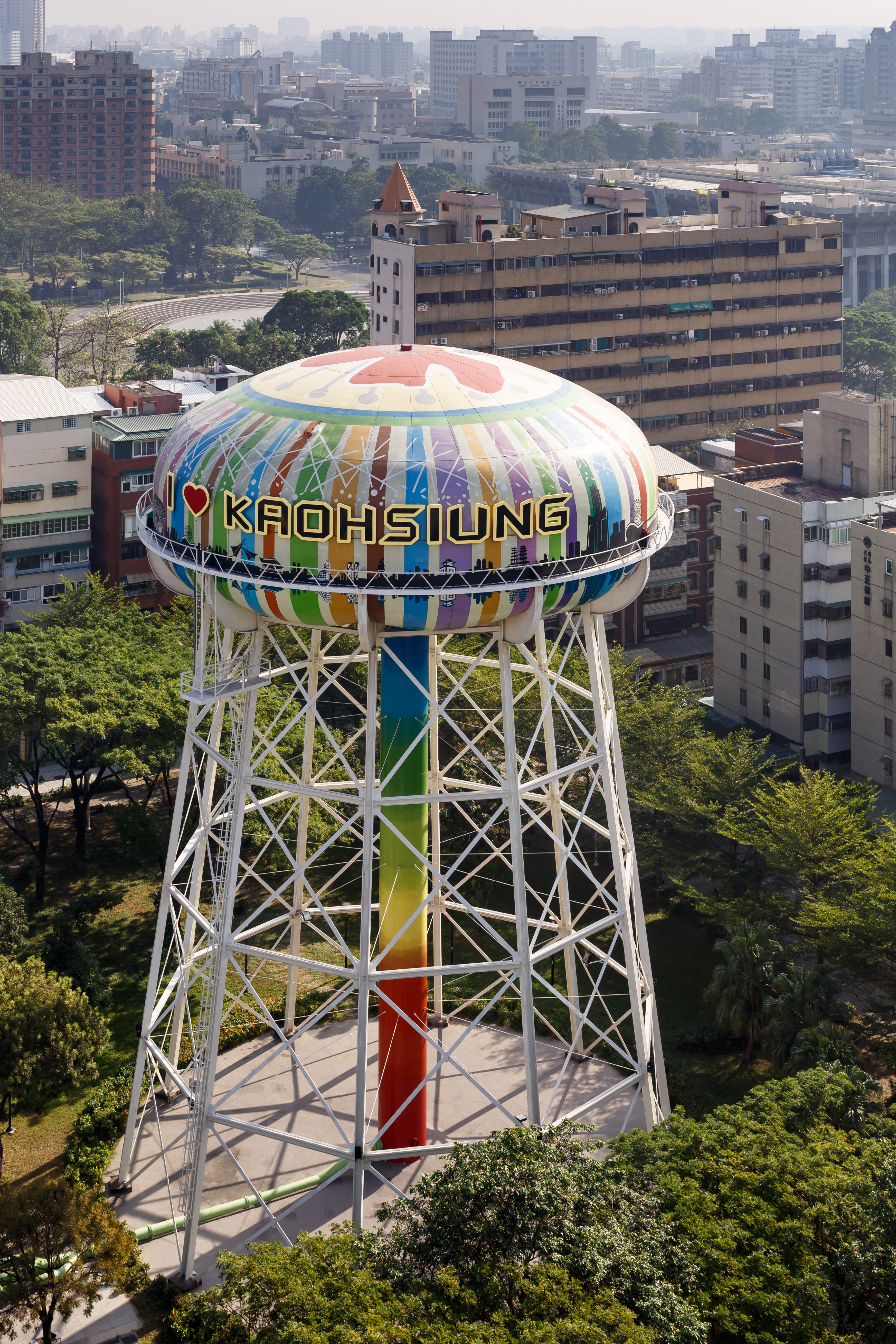
自來水公園

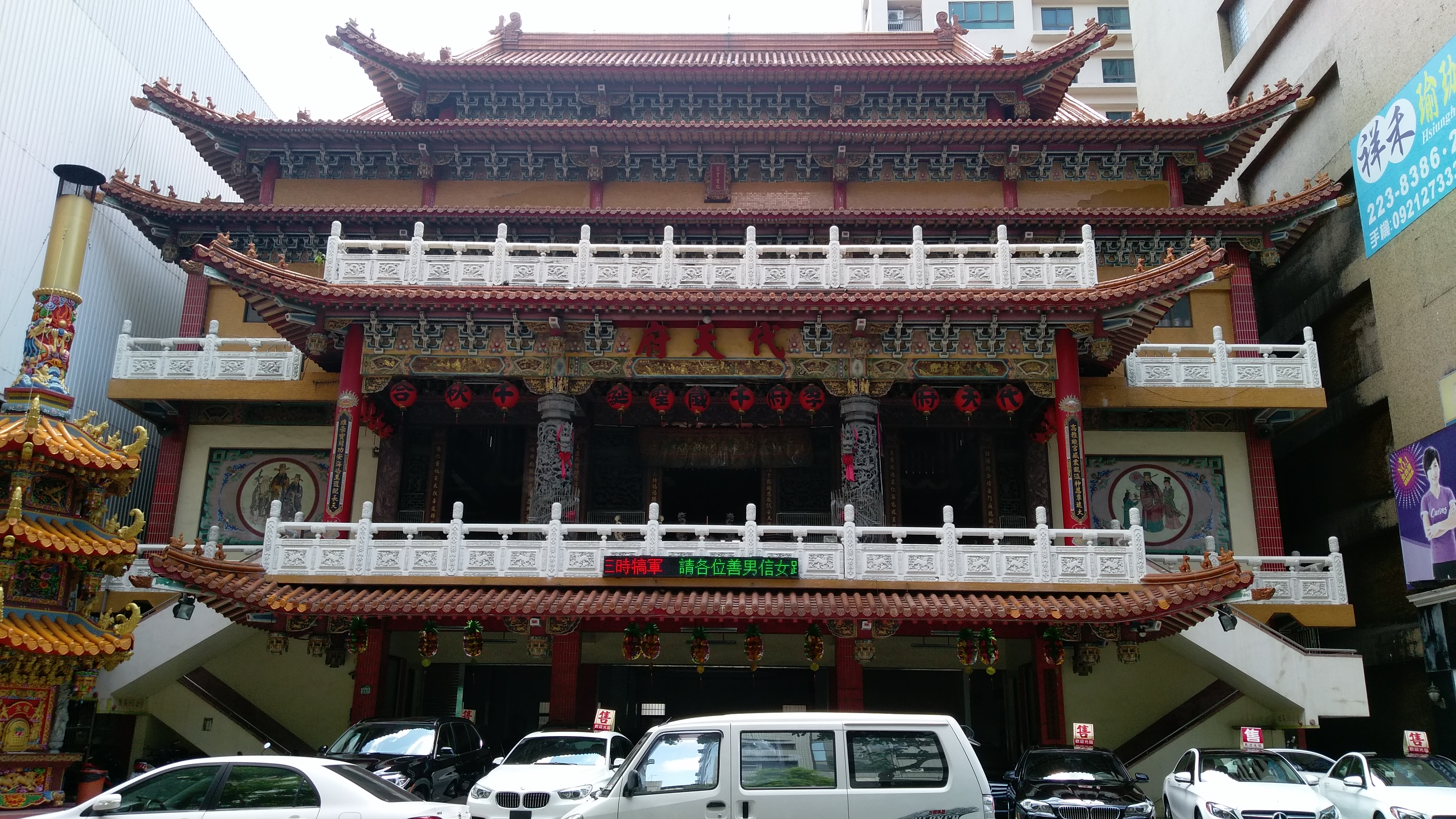
林德官代天府

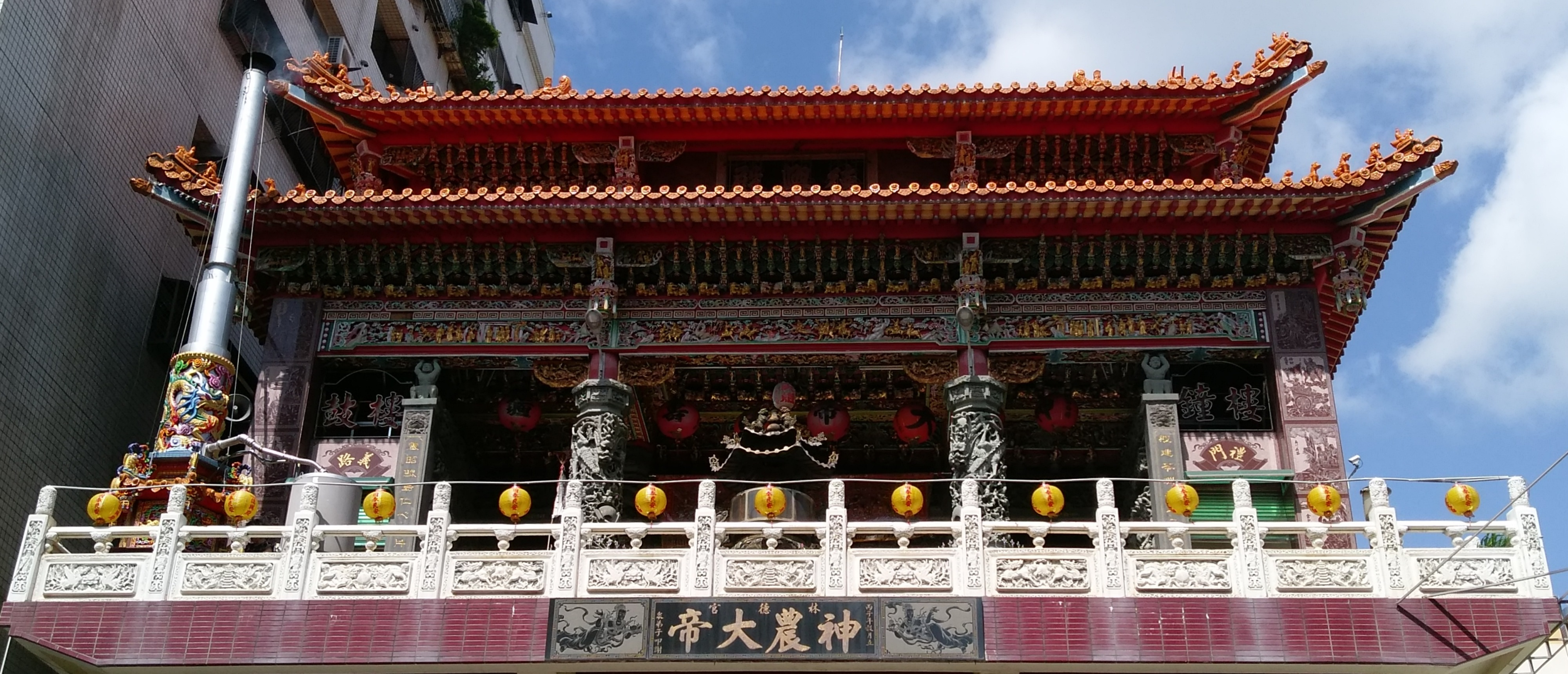
林德官德興殿

- 政府機關：
  - 高雄市政府文化局（高雄市文化中心）
  - 財政部高雄市國稅局
  - 高雄市政府社會局長青綜合服務中心

- 公園與綠地：
  - 自來水公園
  - 英明路22號綠地
  - 河南河北路綠地（彩虹公園）
  - 五福公園

- 學校：
  - 國立高雄師範大學和平校區
  - 國立高雄師範大學附屬高級中學
  - 高雄市私立復華高級中學
  - 高雄市立五權國民小學
  - 高雄市立四維國民小學
  - 高雄市立五福國民中學
  - 高雄市立英明國民中學

- 市集：
  - 林德官公有零售市場
  - 三和市場
  - 光華夜市
  - 文化中心藝術市集

- 國民住宅：
  - 四維社區
  - 實踐社區（眷村）

- 宗教禮拜場所
  - 林德官代天府
  - 林德官德興殿
  - 修齊殿
  - 天主教聖文生堂

## 交通

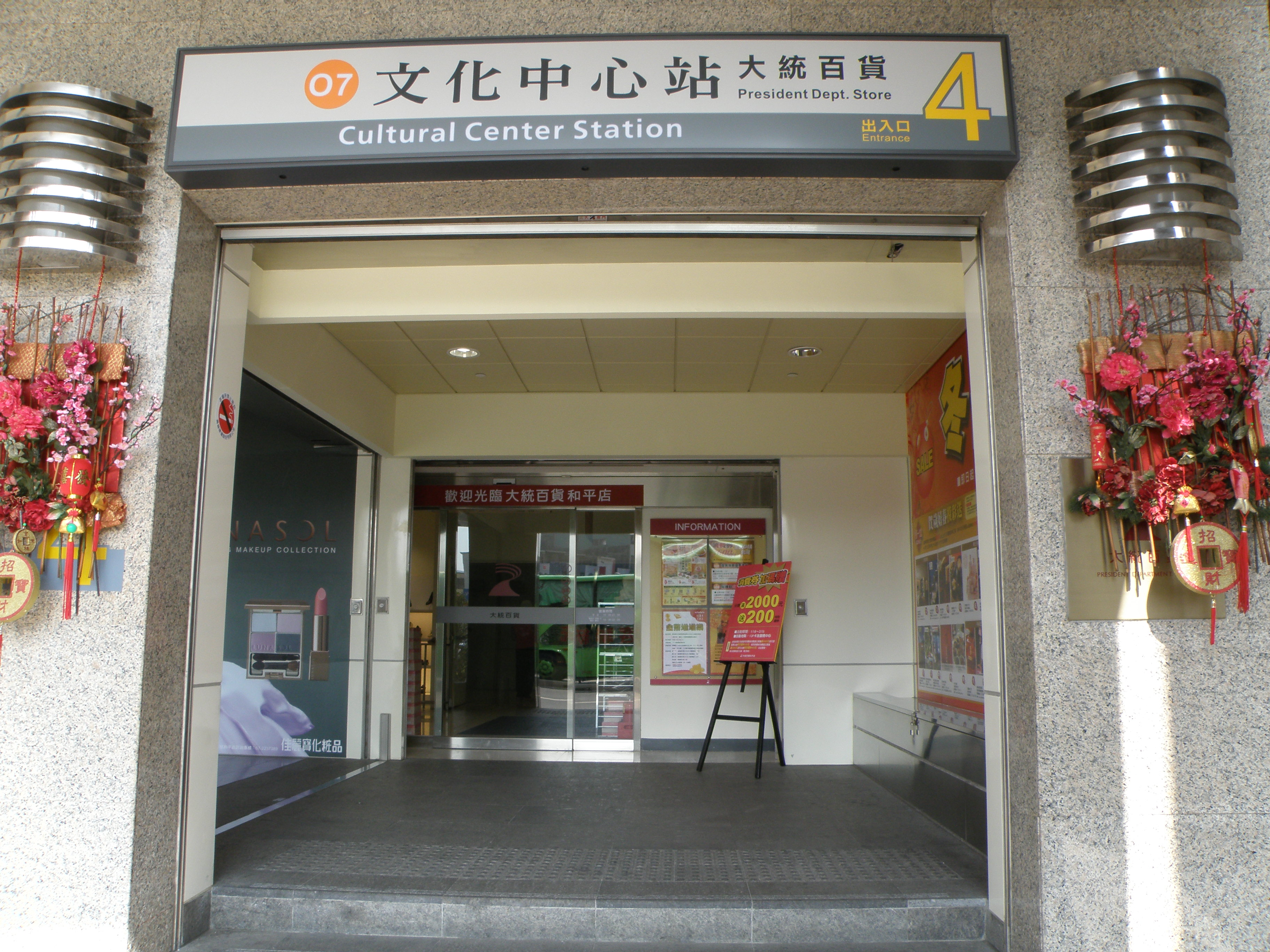
文化中心站與大統百貨的共構出口。

通過林德官的主要道路包括凱旋二路與三路、和平一路與二路光華一路、民權一路、三多二路、四維二路、青年一路、五福一路、中正二路等。較小型的市街則有同慶路、英明路、廣州街、廣東街、福建街、五權街、林泉街等。
從林德官北邊通過的高雄捷運橘線在此設有文化中心站。東面邊界上的高雄臨港線已成為環狀輕軌的路線，並設有衛生局站、五權國小站、凱旋武昌站。